# تيريفلونوميد
تيريفلونوميد (بالإنجليزية: Teriflunomide)‏ هو دواء يُستعمل في علاج:
- تصلب متعدد (منذ 12 سبتمبر 2012)[8]